# 山陰経済経営研究所
株式会社山陰経済経営研究所（さんいんけいざいけいえいけんきゅうしょ）は、かつて島根県松江市に本社を置いていた山陰合同銀行系列のシンクタンク。
2018年6月30日に解散し、親会社の山陰合同銀行が地域振興部内に産業調査グループを設け、研究所の業務を引き継いだ。

## 事業所
- 本社 - 島根県松江市灘町1番地7 松江プラザビル3階
- 鳥取支社 - 鳥取県鳥取市扇町22番地1 山陰合同銀行鳥取駅南ビル5階

## 沿革
- 1985年
  - 9月 - 山陰合同銀行から分離独立し、「株式会社山陰経済経営研究所」設立。
  - 10月 - 機関紙「山陰の経済」創刊。
- 1991年3月 - 鳥取支社を設置。
- 2010年4月 - 「山陰の経済」を刷新、「情報誌（季刊誌･調査報）」創刊。
- 2017年2月 - 本社を現在地に移転。
- 2018年6月 - 会社解散。

## 主な発行物
- 機関紙
  - 『山陰の経済』（1985年10月～2010年3月）
- 出版物
  - 『2010 山陰の民力』（2010年）
  - 『2015 山陰の民力』（2015年）
  - 『山陰の風景』（2006年）
  - 『データベース 2000』（2000年）
  - 『夢みなと博の贈り物』（1997年）
  - 『山陰会社要覧』（1988年）